# Президентские выборы в Камеруне (1970)
Президентские выборы в Камеруне состоялись 28 марта 1970 года. Страна была однопартийным государством в то время, с камерунским Национальным союзом как единственной законной партией. Ее лидер Ахмаду Ахиджо был единственным кандидатом на выборах и победил без сопротивления. Явка избирателей составила 99,4 %.

## Результаты
| Кандидат                           | Партия                                        | Голосов   | %    |
| ---------------------------------- | --------------------------------------------- | --------- | ---- |
| Ахмаду Ахиджо                      | Камерунское народное демократическое движение | 3 478 942 | 100  |
| Недействительные/пустые бюллетени  | Недействительные/пустые бюллетени             | 244       | -    |
| Всего                              | Всего                                         | 3 479 186 | 100  |
| Зарегистрированные избиратели/явка | Зарегистрированные избиратели/явка            | 3 501 177 | 95,1 |
| Источник: Nohlen et al.            |                                               |           |      |